# Epirus-Wasserfrosch
Der Epirus-Wasserfrosch oder Epirusfrosch (Pelophylax epeiroticus oder Rana epeirotica) gehört innerhalb der Ordnung der Froschlurche zur Familie der Echten Frösche (Ranidae). Außerdem wird er nach Aussehen, Lebensweise und Verwandtschaftsbeziehungen zu den Wasserfröschen gerechnet, die inzwischen in eine eigene Gattung Pelophylax gestellt werden. Die Art ist im Westen Griechenlands und im Süden Albaniens heimisch. Typuslokalität ist das Ostufer des Pamvotida-Sees, 5 Kilometer südlich von Amphithea, Region Epirus.

## Merkmale
Der Epirus-Wasserfrosch hat eine Körperlänge von etwa 60 bis 100 mm, wobei die Männchen Größen zwischen 60 und 85 und die Weibchen zwischen 65 und 100 mm erreichen. Bei den Männchen und Weibchen der Typuslokalität beträgt die mittlere Körperlänge 74,4 Millimeter beziehungsweise 83 Millimeter. Die Rückenfärbung ist oliv- bis hellgrün mit unregelmäßigen dunkelgrünen Flecken; es kommen jedoch auch braune Exemplare mit dunkelbraunen Flecken vor. Zumeist ist ein hellgrüner Längsstreifen auf der Rückenmitte ausgebildet. Die Haut ist glatt mit flachen Rückendrüsenleisten. Die Oberseite der Hinterbeine ist ebenfalls oliv- bis hellgrün mit dunklen, bogenförmigen Flecken. Die Bauchseite ist weißlich. Charakteristisch ist die Gelbfärbung der Flanken und Lenden. Die Schwimmhäute reichen bis zu den Zehenspitzen und sind nur wenig eingebuchtet.

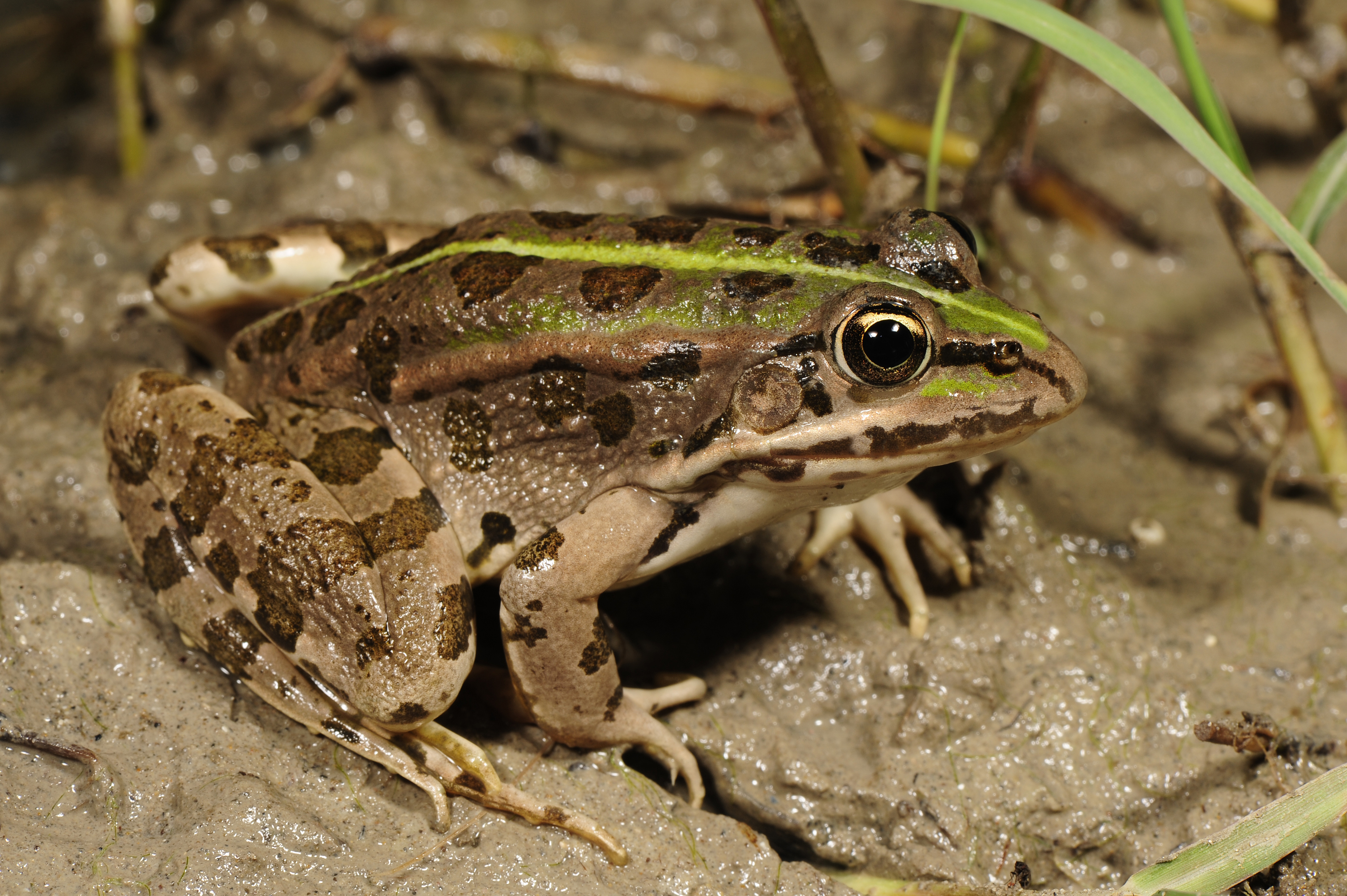
Brauner Phänotyp des Epirus-Wasserfrosches

Die Männchen besitzen paarige, schwarze bis dunkelgraue Schallblasen und dunkle Brunftschwielen. Die Fersenhöcker sind dreieckig und klein. Bei den Männchen der Typuslokalität wurde eine mittlere Länge von 3,53 Millimeter errechnet, bei den Weibchen von 3,95 Millimeter, sie ist mit der Körperlänge positiv korreliert.
Äußerlich ist der Epirus-Wasserfrosch von dem sympatrisch vorkommenden Balkan-Wasserfrosch (Pelophylax kurtmuelleri) nicht leicht zu unterscheiden, zumal auch Hybriden beider Arten vorkommen. Ein sicheres Erkennungsmerkmal des Epirus-Wasserfrosches ist sein Paarungsruf, der sich von dem des Balkan-Wasserfrosches auffallend und auch von dem der Hybriden deutlich hörbar unterscheidet.

## Verbreitung und Lebensraum

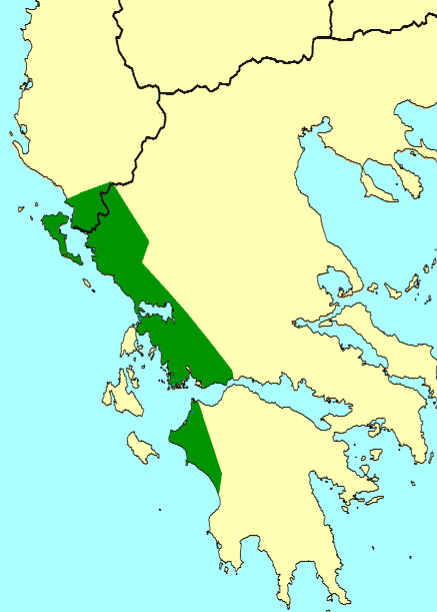
Verbreitung des Epirus-Wasserfrosches

Das Verbreitungsgebiet des Epirus-Wasserfrosches beschränkt sich auf den Westen Griechenlands westlich des Pindos-Gebirges, den Nordwesten des Peloponnes, die Insel Korfu und auf die Küstenebene bei Saranda im äußersten Süden Albaniens. Die Höhenverbreitung reicht von Meereshöhe bis 480 m (Pamvotida-See). Der Epirus-Wasserfrosch lebt in Stillgewässern, wie Seen, Teichen, Marschland, Sümpfen, Kanälen mit meist reicher, niedriger Vegetation und an Ufern von Flüssen mit geringer Fließgeschwindigkeit, allgemein in Gebieten mit einem weiten und offenen Horizont. Die Flusssysteme im Epirus und die beiden Flüsse Pinios und Alfios auf dem Peloponnes weisen große Populationen auf.
Pelophylax epeiroticus lebt sympatrisch, teilweise auch syntop mit Pelophylax kurtmuelleri und mit einer oder mehreren Typen von Hybriden. Stets ist Pelophylax epeiroticus die dominante Art, gefolgt von Pelophylax kurtmuelleri und Hybriden.

## Fortpflanzungsverhalten
Die Laichperiode erstreckt sich von Ende April bis Anfang Mai, sie kann sich in Abhängigkeit von der Breiten- und Höhenlage einer Population und der örtlichen Witterung um einige Tage verschieben. Bei hoher Fortpflanzungsaktivität beginnt das Rufen bereits am Morgen gegen 9 Uhr und hält mit einer längeren Unterbrechung in der Abenddämmerung, während der die Frösche Insekten erbeuten, bis gegen Mitternacht oder länger an. Rufende Epirus-Wasserfrösche wurden bei Wassertemperaturen zwischen 13 und 24,5 °C beobachtet.

## Paarungsruf

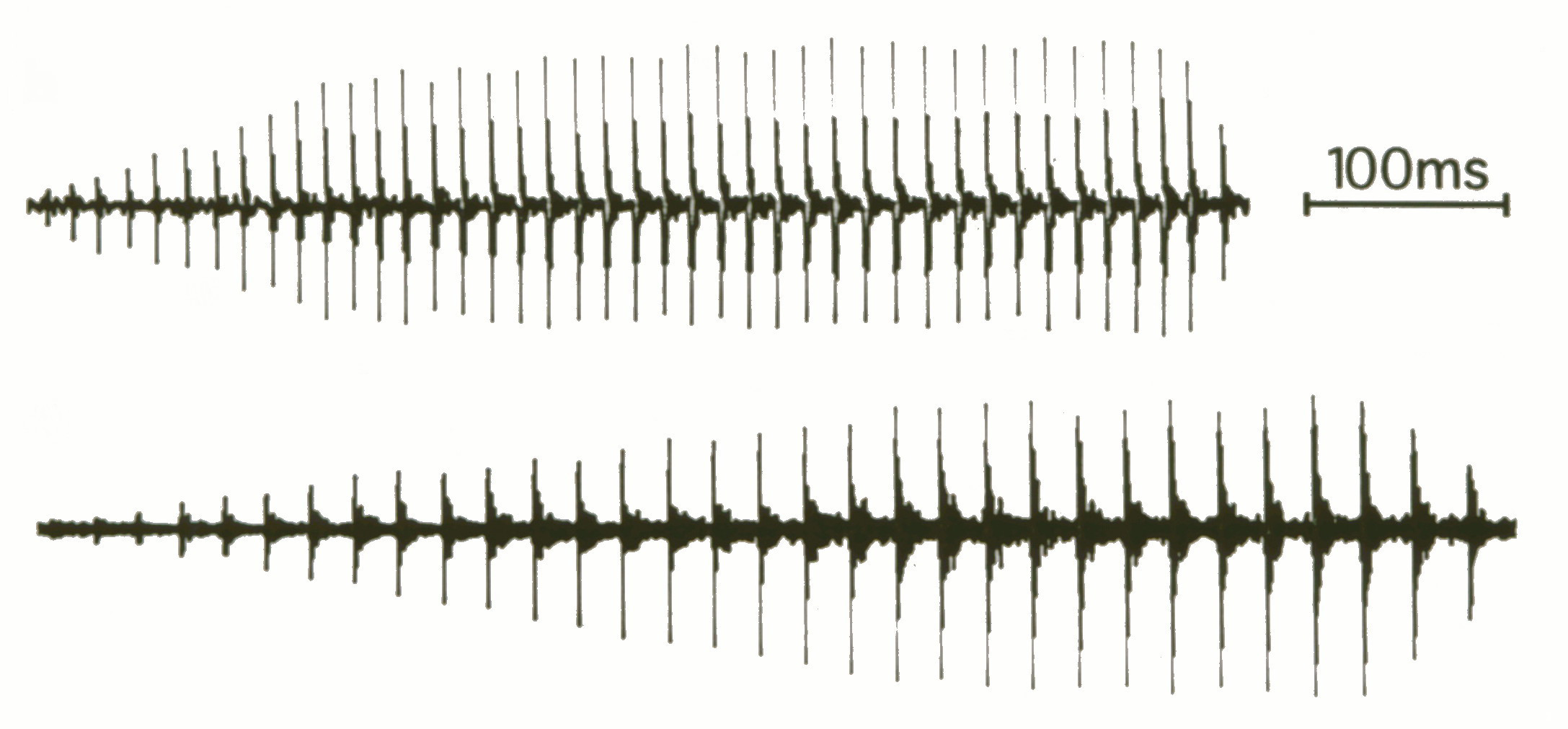
Schallbilder (Oszillogramme) von zwei Paarungsrufen bei 24,5 °C (oben) und 14,0 °C Wassertemperatur (unten).

Die Rufe bestehen aus sehr kurzen Impulsen mit Intervallen dazwischen, weshalb die Rufe knarrend klingen (vergl. Abbildung). Nach den errechneten Gleichungen dauern die Rufe bei 15 °C Wassertemperatur 616 Millisekunden und bestehen aus 32 Impulsen. Bei ansteigender Temperatur nimmt die Dauer der Rufe ab, während die Anzahl der Impulse pro Ruf zunimmt. Bei 24,5 °Celsius Wassertemperatur, der höchsten bei der Paarungsrufe registriert wurden, beträgt die Rufdauer im Mittel 493 Millisekunden, die Anzahl der Impulse durchschnittlich 45,4 Impulse pro Ruf. Das Frequenzspektrum weist eine starke Komponente zwischen 1400 und 2400 Hertz auf. Die Männchen äußern die Rufe meist in Serien.

## Hybriden
Da Epirus- und Balkan-Wasserfrosch vergesellschaftet sind, kommt es zur Hybridisierung. Die Hybriden sind durch morphologische Merkmale von den Elternarten unterschieden, am deutlichsten jedoch durch den Paarungsruf, der in typischer Weise genau intermediär zwischen den Paarungsrufen von Pelophylax epeiroticus und Pelophylax kurtmuelleri ist. Paarungsrufe von Hybriden mit davon abweichenden Merkmalen lassen die Vermutung zu, dass auch Rückkreuzungen mit den beiden Elternarten erfolgen.

## Systematik
Der Epirus-Wasserfrosch gehört zum Formenkomplex der Wasserfrösche (Pelophylax), der systematisch noch nicht abschließend bearbeitet ist und aufgrund der vielfältigen Hybridbildungen nur schwer zu erfassen ist.  Weitere nah verwandte und anerkannte Wasserfroscharten auf der südlichen Balkanhalbinsel samt Mittelmeerinseln sind der Balkan-Wasserfrosch (Pelophylax kurtmuelleri), der Skutari-Wasserfrosch (P. shqipericus) und der Kreta-Wasserfrosch (P. cretensis). Der Karpathos-Wasserfrosch (P. cerigensis) wird als Form mit ungeklärtem Status bezeichnet. In Vorderasien tritt zudem Bedriagas Wasserfrosch (Pelophylax cf. bedriagae) auf, der nach inzwischen zweifelhaften Auffassungen auch in der Türkei, auf Zypern und auf mehreren griechischen Inseln vorkommen sollte.

## Gefährdung
Der Epirus-Wasserfrosch wird in der Roten Liste gefährdeter Arten der IUCN als gefährdet („Vulnerable“) eingestuft, weil er über ein relativ kleines Verbreitungsgebiet von weniger als 20.000 km² verfügt und dieses stark fragmentiert ist. Zudem wird eine zunehmende Verschlechterung seiner Habitate festgestellt. Die Hauptgefährdung für diese Art geht von der Verschmutzung und Trockenlegung geeigneter Habitate durch die Landwirtschaft, den Tourismus und die Besiedlung seines Lebensraumes aus. In Albanien wird der Frosch zudem kommerziell gejagt und gegessen.

## Zitierte Belege
1. 1 2 3 4 5 6  Hans Schneider, Theodora S. Sofianidou, Pasqualina Kyriakopoulou-Sklavounou: Bioacoustic and morphometric studies in water frogs (genus Rana) of Lake Ioannina in Greece, and description of a new species (Anura, Amphibia).  In: Zeitschrift für zoologische Systematik und Evolutionsforschung. Band 22, 1984, S. 349–366.
2. ↑  Dieter Glandt: Taschenlexikon der Amphibien und Reptilien Europas. Quelle & Meyer, Wiebelsheim 2010, ISBN 978-3-494-01470-8.
3. ↑  Hans Schneider, Theodora, S. Sofianidou, Byron Asimakopoulos: Distribution of the water frog Rana epeirotica (Amphibia, Anura) in Greece. In: J. J. van Gelder, H. Strijbosch, P. J. M. Bergers (Hrsg.): Proceedings of the Fourth Ordinary General Meeting of the Societas Europaea Herpetologica. Nijmegen 1987, S. 365–367.
4. ↑   Theodora S. Sofianidou, Hans Schneider: Distribution range of the Epirus Frog Rana epeirotica (Amphibia: Anura) and the composition of the water frog populations in western Greece. In: Zoologischer Anzeiger. Band 223, 1989, S. 13–25.
5. ↑  Hans Schneider, Idriz Haxhiu: The distribution of the Epeirus frog (Rana epeirotica) in Albania. In: Amphibia-Reptilia. Band 13, 1992, S. 293–295.
6. ↑  Hans Schneider, Theodora S. Sofianidou: Hybrid types of water frogs living sympatrically with Rana epeirotica and Rana ridibunda in Greece. In: J. J. van Gelder, H. Strijbosch, P. J. M. Bergers (Hrsg.): Proceedings of the Fourth Ordinary General Meeting of the Societas Europaea Herpetologica. Nijmegen 1987, S. 347–352.
7. ↑  Jörg Plötner: Die westpaläarktischen Wasserfrösche – von Märtyrern der Wissenschaft zur biologischen Sensation. In: Beiheft der Zeitschrift f. Feldherpetologie. Band 9, Bielefeld 2005, ISBN 3-933066-26-3.
8. ↑  Pelophylax epeiroticus in der Roten Liste gefährdeter Arten der IUCN 2009. Eingestellt von: Uzzell, T. et al., 2008.